# ناشونال جيوغرافيك (مجلة)

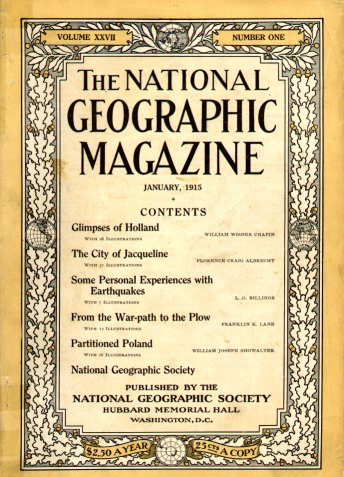
غلاف عدد من مجلة ناشيونال جيوغرافيك صدر عام 1915 م

مجلة ناشيونال جيوغرافيك (بالإنجليزية: National Geographic Magazine)‏ هي مجلة معرفية أمريكية، تصدرها منظمة ناشيونال جيوغرافيك الأمريكية باللغة الإنجليزية منذ بدأت أنشطتها منذ عام 1888م شهرياً.
تصدر المجلة باثنتين وثلاثين لغة عالمية، صدرت النسخة عربية منها ابتداء من شهر أكتوبر 2010 م من قبل شركة أبو ظبي للإعلام 
يتخطى عدد قراء المجلة 40 مليون شخصا ومن المتوقع أن يطلع عليها ويقرأها بالعربية حوالي مئتي مليون شخص إضافيين. تتعتبر المواضيع الجغرافية والخرائط التي تنشرها وتتناولها المجلة من أدق ما ينشر عادة.

## قصة مجلة ناشونال جيوغرافيك
في 13 يناير 1888، التقى في واشنطن 33 شخصاً، يجمعهم طموح قوي لخدمة الشأن العام، من أجل مناقشة «إمكانية تأسيس جمعية تهدف لتوسيع ونشر المعرفة الجغرافية». وكان اصحاب هذا التجمع من ذوي تخصصات مختلفة: جغرافيون، مستكشفون، محامون، ضباط في الجيش، علماء أرصاد جوية، رسامو خرائط، علماء طبيعة، مصرفيون، مدرسون، علماء أحياء، مهندسون، ومخترعون.
كان قائد هذه النخبة محام يدعى جاردينر جريني هابرد، الذي سرعان ما انتخب رئيساً لها. وقد أصبح مبدأه الأساسي من وراء تأسيس الجمعية الجغرافية الوطنية (ناشيونال جيوغرافيك سوسايتي)، والمتمثل في نشر وزيادة المعرفة الجغرافية بمفهومها الشامل لدى كل مواطن، حجر الأساس والمسار الذي سيرسم سياسات هذه الجمعية ويحدد استراتيجيتها طيلة قرن من الزمن.
أصدرت الجمعية أول عدد من مجلتها تحت اسم «ناشيونال جيوجرافيك ماجازين» في أكتوبر 1888. واتسم هذا العدد بمستواه التقني العالي وشكله الرشيق. واقتصر توزيع العدد الأول على الأعضاء المئتين الأوائل من المؤسسين. وبحلول يناير 1896 أصبحت المجلة تصدر بصفة شهرية، بعد أن كانت غير منتظمة، حيث أقدم مجلس الإدارة على تحديد سعر النسخة الواحدة في الأكشاك بـ 25 سنتا أميركياً.
وبعد وفاة هابرد العام 1897، تولى ألكسندر غراهام بيل رئاسة الجمعية في يناير العام 1898. وكرس هذا المخترع الشهير كامل طاقته وإبداعاته الفكرية للنهوض بالمجلة، فعين شاباً واعداً في الثالثة والعشرين، اسمه جيلبرت اتش. جروسفينور، لبعث الحياة في المجلة وتشجيع الناس على الانخراط في عضويتها، فحولها من مجرد دورية تقدم حقائق جغرافية جافة إلى مجلة مفعمة بالعلوم والحقائق حول العالم، فضلًا عن أنها أصبحت تشكل إضافة نوعية للصحافة الأميركية وحجزت لنفسها موقعاً مميزاً في عالم النشر.
وبتقنياتها العالية في الإخراج الفني واستخدامها الصور الملونة، تربعت «ناشيونال جيوغرافيك ماجازين» على عرش الصحافة المصورة بكل جدارة. كما أن ناشيونال جيوغرافيك كانت أول مجلة تعرض صوراً ليلية للحيوانات، وأول مجلة تعرض صوراً ملتقطة تحت الماء. وازداد زحف الصور الملونة على صفحات المجلة حتى صدر عدد فبراير 1926 ملوناً بالكامل. وكانت ناشيونال جيوغرافيك أول مجلة تحمل صورة مجسمة كعنوان رئيسى لها، وفي العام 1959 أصبحت المجلة تستخدم الألوان في غلافها بشكل منتظم.
كان للجمعية الجغرافية الوطنية أكبر الأثر في اكتشاف وفهم طبيعة الأماكن النائية غير المعروفة من قبل، إلى جانب دورها في إعداد تقارير عنها بشكل مثير. وقاد المحرر جيلبرت ام. جروسفينور، حفيد أول محرر متفرغ، تغطيات صحافية للعديد من الموضوعات الشائكة؛ مثل التلوث الكيميائي، والطاقة النووية، والإتجار غير الشرعي في الحيوانات البرية، وتطور الإنسان ونشوئه. بالإضافة إلى ذلك، عملت الجمعية منذ نشأتها على تمويل أكثر من 9 آلاف رحلة استكشافية ومشروع بحث.
واعتباراً من أكتوبر 2010 تصدر ناشيونال جيوغرافيك باللغة العربية من أبوظبي، بعدما صدرت من قبل بـ 32 لغة أخرى، لتكتمل بذلك حلقة مهمة في عقد الإعلام العلمي العربي

## إصدارات اللغات

غلاف العدد الأول من مجلة ناشونال جيوغرافيك العربية صدر في أكتوبر 2010

في عام 1995 بدئت المجلة في الإصدار باللغة اليابانية وهو كان أول إصدار محلي وأصبحت الآن تصدر بـ32 لغة منها البلغارية والصينية والعبرية والألمانية والرومانية والتركية والعربية.

### النسخة العربية
العدد الأول صدر في شهر أكتوبر من عام 2010 باللغة العربية بمبلغ 20 درهم للنسخة (15 درهم أرخص من العدد بالإنجليزية)، وكذالك يأتي مع قرص دي في دي مجاني. مُنع عدد أغسطس 2015 من التداول في السعودية، وكان هذا العدد يتضمن ملفًا كاملًا عن إصلاح الكنيسة الكاثوليكية، وحمل غلاف المجلة العنوان التالي «إصلاح الكنيسة: هكذا يقود فرانسيس ثورته الهادئة». نشرت رئيسة تحرير المجلة على تويتر اعتذارًا للقراء في السعودية وقالت أنه وفقًا للشركة الموزعة «تم رفض دخول المجلة لأسباب ثقافية».

## وصلات خارجية
- ناشونال جيوغرافيك على موقع الموسوعة البريطانية (الإنجليزية)
- موقع المجلة على الإنترنت
- موقع الإصدار العربي للمجلة